# Habenaria glazioviana
Habenaria glazioviana là một loài thực vật có hoa trong họ Lan. Loài này được Kraenzl. ex Cogn. mô tả khoa học đầu tiên năm 1893.